# Daniel von Plessen
Daniel von Plessen (* 3. Januar 1606 in Hoikendorf; † 8. März 1672) war ein deutscher Verwaltungsbeamter und Landrat von Mecklenburg. Er stammte aus dem ursprünglich edelfreien mecklenburg-holsteinischen Adelsgeschlecht von Plessen; seine Eltern waren der Gutsherr zu Hoikendorf c.p. und Parin c.p., Valentin von Plessen und dessen Gemahlin Abel, die Tochter des Gutsherren Jaspar von Oertzen zu Roggow und seiner Ehefrau Margarethe geb. von Pogwisch.

## Leben
Plessen immatrikulierte sich 1616 an der Universität Rostock, studierte später in Leiden, Groningen und Oxford und begann den letzten Teil seiner Studien am 21. Oktober 1624 an der Universität Groningen. Das Jahr 1629 verbrachte er anlässlich seiner Grand Tour fast vollständig in Frankreich. Er wohnte bis 1635 in Hoikendorf, bis 1641 in Bössow und Manderow und hatte ein Haus in Wismar.
1633 wurde er zum Hauptmann in einem mecklenburgischen Regiment unter Führung von Fritz von Ihlenfeld ernannt. Nach dem Prager Frieden 1635 avancierte Plessen unter Herzog Adolf Friedrich I. von Mecklenburg-Schwerin zum mecklenburgischen Rat und Amtmann des Amtes Schwerin.
Ein Jahr später begleitete Plessen Fürst Ludwig I. von Anhalt-Köthen auf dessen norddeutscher Reise, welche dieser unternahm, um die holsteinisch-schaumburgische Herrschaft zu ordnen. Ende 1636 nahm Fürst Ludwig auf beiderlei Wunsch Plessen in die Fruchtbringende Gesellschaft auf. Daniel von Plessen wird im Köthener Gesellschaftsbuch der Fruchtbringenden Gesellschaft unter der Nr. 297 mit seinem Gesellschaftsnamen der Reine verzeichnet. Als Emblem wurde ihm Das irländische Holz in gezimmerten Gewölbe zugedacht, dessen Sinnspruch lautete Von Spinn und Würmen. Man rühmte seine Geschicklichkeit und herrliche Eloquenz.
1641 wurde Plessen zum Hofmeister des Prinzen Christian Louis berufen; drei Jahre später kündigte Plessen auf einer Auslandsreise diese Stelle. 1650 wurde er zum mecklenburgischen Landrat bestellt. Von 1653 bis 1659 war er Provisor im Kloster Dobbertin.
Nach dem Tod des Dobbertiner Klosterhauptmanns Churdt von Behr bat am 29. Juni 1659 die Domina Anna Sophia von Scharffenberg die Herzöge Christian und Gustav Adolf durch die verspätete Neuwahl wegen der Ernte den Landrat Daniel von Plessen als Klosterhauptmann einzusetzen. Doch schon am 20. Juli 1659 wurde Christoph Friedrich von Jasmund aus Cammin zu Stargard zum Klosterhauptmann erwählt.

## Familie
Daniel von Plessen heiratete am 20. Januar 1635 auf seinem Landgut Hoikendorf Dorothea Eleonore von Blumenthal, die Tochter des kurfürstlichen Rats Christoph von Blumenthal auf Pröttelin und Dübow und seiner Ehefrau Dorothea, geb. von Hake. Aus der Ehe gingen vierzehn Kinder hervor.